# Abacomorphus
Abacomorphus es un género de escarabajos de la familia Carabidae. Las especies de este género solo se encuentran en Nueva Caledonia. Fue descrito por Maximilien Chaudoir en 1878.

## Especies
- Abacomorphus asperulus Fauvel, 1882
- Abacomorphus caledonicus (Montrouzier, 1860)